# Club Sándwich
Club Sandwich és una pel·lícula còmica mexicana de 2013 escrita i dirigida per Fernando Eimbcke. Va ser presentada en la secció de Cinema contemporani mundial del Festival Internacional de Cinema de Toronto de 2013. La pel·lícula va aconseguir la Conquilla de Plata a la millor adreça en el Festival Internacional de Cinema de Sant Sebastià 2013.

## Argument
Paloma i el seu fill Héctor són mantenen una relació molt intensa i especial. en unes vacances, Héctor s'enamora de Jazmín. La mare, molesta amb la relació, ha d'acceptar que el seu fill està creixent i que deixarà de ser la persona amb la qual estava convivint.

## Repartiment
- Lucio Giménez Cacho
- María Renée Prudencio
- Danae Reynaud

## Comentaris
Aquest film ocupa el lloc 76 dins de la llista de les 100 millors pel·lícules mexicanes de la història, segons l'opinió de 27 crítics i especialistes del cinema a Mèxic, publicada pel portal Sector Cine al juny de 2020.